# José Monteiro da Costa
José Monteiro da Costa (Porto, 12 de outubro de 1881 — Porto, 30 de janeiro de 1911) foi o segundo presidente  Futebol Clube do Porto. Fundou ou, segundo alguns revisionistas, reativou o então Foot-Ball Club do Porto, a 2 de agosto de 1906, fazendo do clube uma agremiação polidesportiva. Foi presidente do clube de 1906 a 1911.

## Biografia
Pois os seus fundadores são, na sua quase totalidade, tripeiros natos, a sua sede é na cidade do Porto e a principal modalidade a que se vai dedicar é o futebol. As suas cores devem ser as da bandeira da Pátria, e não as cores da bandeira da cidade, que tenho esperança que o futuro clube há-de- ser grande, não se limitando a defender o bom nome da cidade, mas também o de Portugal, em pugnas desportivas contra os estrangeiros.

José Monteiro da Costa
Filho dum horticultor, membro da União dos Jardineiros do Porto e um estudante na Grã-Bretanha e Irlanda, o jovem chegou a Portugal entusiasmado com a prática do futebol. Começou por jogar numa equipa chamada Destino, e mais tarde extinguiu-se o mesmo, fundando o FC Porto. Decidiu-se que os dinheiros inicialmente destinados aos festejos do Carnaval fossem investidos na construção e constituição do primeiro estádio, o Campo da Rua da Rainha, na Rua do mesmo nome. Decidiu também que o nome do clube coincidiria com o da cidade e que as cores seriam o azul e branco, cores da bandeira da Pátria de Portugal nessa altura. Ultrapassadas todas as dificuldades, o FC Porto é reativado a 2 de agosto de 1906, ativando modalidades como o peso e halteres, luta, atletismo, patinagem, ténis de campo e natação. Mais tarde em 1911, é criada em homenagem ao mesmo a Taça José Monteiro da Costa, que havia falecido com 29 anos a 30 de janeiro do mesmo ano, onde recebia o Real Vigo, no Campo da Rainha.